# Првенство Србије у рагбију 2010/11.
Првенство Србије у рагбију 2010/11. је било 5. издање првенства Србије у рагбију 15.
Титулу је пети пут за редом освојио Победник.

## Учесници
|   | Тим                    | Тренер         | Капитен             |
| - | ---------------------- | -------------- | ------------------- |
| 1 | Београдски рагби клуб  | Божидар Јелић  | Александар Ђорђевић |
| 2 | Партизан               | Драган Грујић  | Александар Крстић   |
| 3 | Победник               | Милан Растовац | Миладин Живанов     |
| 4 | Војводина              |                |                     |
| 5 | Крушевац               |                |                     |
| 6 | Жарково                |                |                     |
| 7 | Резервни тим Победника |                |                     |

| Шампион Србије у рагбију 2011. |
| ------------------------------ |
| Рагби клуб Победник 7. титула  |